# 1947 a légi közlekedésben
Ez a lista az 1947-es év légi közlekedéssel kapcsolatos eseményeit tartalmazza.

## Események

### Június
- június 16. – Cebu tengerpart. A Philippine Airlines Douglas C–47-es típusú utasszállító repülőgépe kényszerleszállást hajt végre a Cebu város közelében fekvő partszakaszon. Halálos áldozat nincs.[1]

### Október

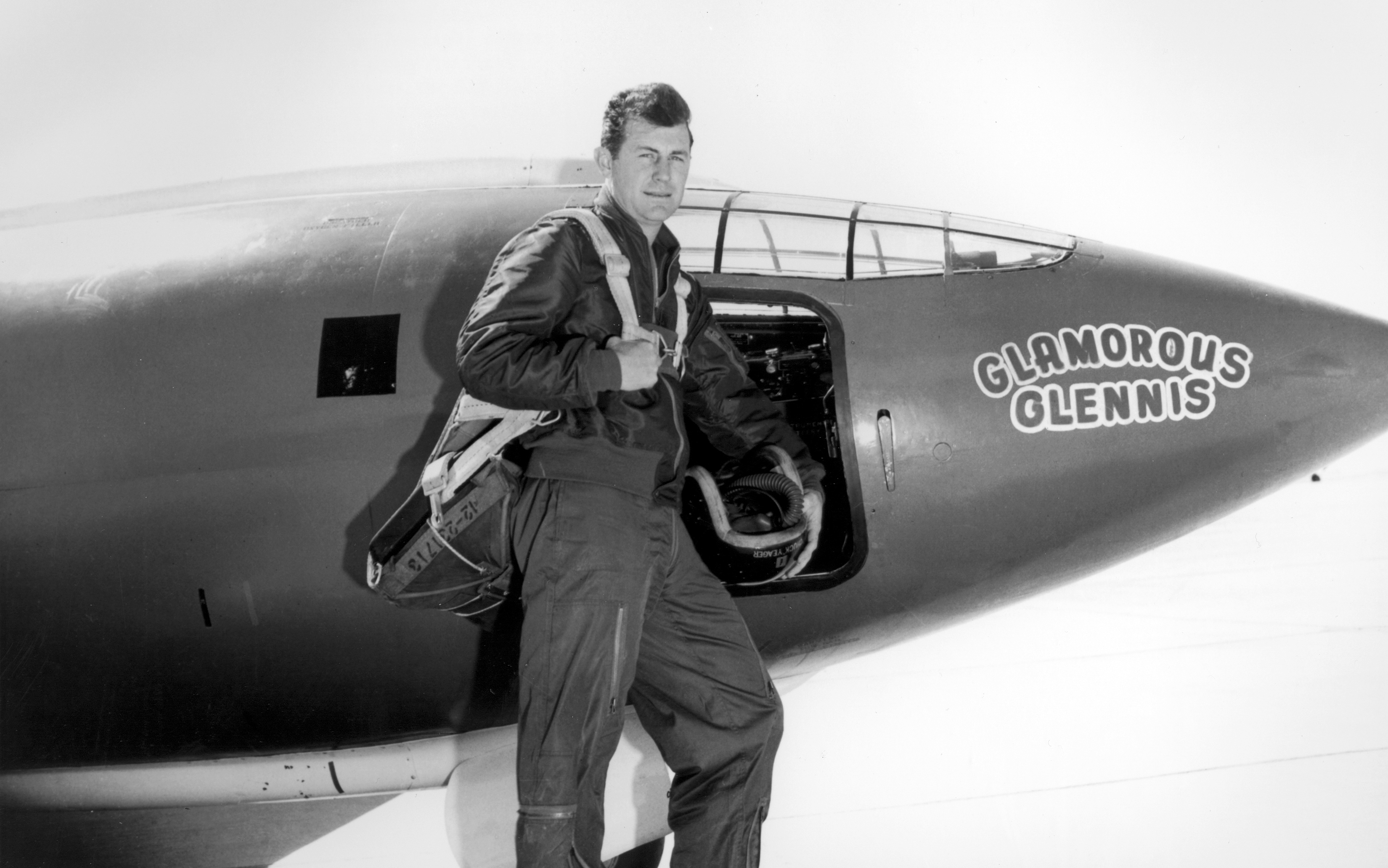
Chuck Yeager a "Glamorous Glennis" nevű X–1-es repülőgép előtt

- október 14. – Chuck Yeager, az amerikai légierő (USAF) berepülőpilótája a Bell X–1 típusú kísérleti repülőgéppel átlépi a hangsebességet, ezzel elsőként végez irányított szuperszonikus repülést vízszintesen.

## Első felszállások
- április 25. – Avia S–199[2]
- július 27. – Tu–12[3]
- október 1. – North American Aviation XP–86 (559597) az F–86 Sabre prtotípusa[4]